# Oye Pablo
«Oye Pablo» es una canción de la cantante mexicana Danna Paola, lanzada el 29 de agosto de 2019 a través de Universal Music México como segundo sencillo de su cuarto álbum reeditado Sie7e + (2020).

## Antecedentes y lanzamiento
El 23 de agosto de 2019, Paola publicó un número de teléfono en sus redes sociales al cuál se le podían enviar mensajes de texto y hacer llamadas telefónicas, los cuales atendían con la respuesta de que ella estaba buscando a alguien llamado Pablo. El 26 de agosto, colocó en redes sociales una imagen de un volante donde se ve un retrato dibujado de un hombre con la palabra «se busca» traducida al inglés, italiano y francés, al igual que añadió en la descripción: «Cualquier información es de suma importancia #DóndeEstásPablo». El 27 de ese mismo mes reveló la portada del sencillo y anunció su título oficial, y un día después reveló un adelanto del video musical. «Oye Pablo» fue lanzada finalmente el 29 de agosto en plataformas digitales.

## Composición y producción
«Oye Pablo» es una canción de estilo «reguetón soft» con una duración de dos minutos y cincuenta y siete segundos. Fue escrita por Bruno Hermes Valverde Juárez, Dahiana Cholaquides Rosenblatt, Danna Paola y Hajar Sbihi, y producida también por Bruno Hermes Valverde Juárez.
Paola declaró que la letra de la canción surgió de una historia real cuando conoció a un chico en España al que dejó ir sin querer. En una entrevista con el programa mexicano Ventaneando ella dijo:

«Justo fue en febrero de 2018 cuando pasó toda esta situación con Pablo en Gran vía, a las 8 de la noche, yo iba al dentista, y literal me detuvo sobre la calle para decirme: "Estás superguapa y no te puedo dejar ir"; y yo: "Ok", me quité los audífonos y lo vi y yo así de… es un príncipe; y me dijo: "Yo soy español, pero vivo en Londres, ¿cómo te llamas?" le dije: "Me llamo Danna, soy actriz" y él me dijo que era superguapa».

Fue entonces cuando Paola decidió dar su número de teléfono a Pablo, pero se lo dio erróneamente. Ella continuó:

«Fue una secuencia literal de película romántica y cuando le di mi teléfono yo apenas me acababa de mudar y no me lo sabía muy bien y no me marcó, nos quedamos embobados, le dije: "Ya me voy porque voy tarde", y a los tres minutos me di cuenta (sic) que se lo había dado mal. Me regresé al sitio, lo empecé a buscar, le empecé a gritar: "Pablo, Pablo" y Pablo ya no estaba».

## Vídeo musical
El vídeo musical se lanzó junto a la canción, fue producido por Aproducions y dirigido por el equipo creativo de El Chico De Los Recados. El vídeo es protagonizado por Paola y en él aparece el reparto femenino de la serie española Élite: Claudia Salas, Mina El Hammani, Georgina Amorós y Ester Expósito. Actualmente el video cuenta con más de 200 millones de reproducciones en YouTube.

## Recepción

### Comercial
«Oye Pablo» logró obtener un éxito moderado en plataformas digitales como Spotify y YouTube, permitiéndole ingresar en lista musical semanal de AMPROFON en México. El 28 de febrero de 2020, la canción logró certificar tres platinos y un oro por vender más de 210 mil unidades en dicho país.

## Créditos y personal
Créditos adaptados de Tidal:
- Danna Paola: voz, compositora, letrista
- Bruno Hermes Valverde Juárez: productor, compositor, letrista, ingeniero de grabación, personal de estudio
- Dahiana Cholaquides Rosenblatt: compositora, letrista
- Hajar Sbihi: compositor, letrista

## Posicionamiento en listas
| Lista (2019)      | Mejor posición |
| ----------------- | -------------- |
| México (AMPROFON) | 6              |

## Certificaciones
| País           | Organismo certificador | Certificación   | Ventas certificadas | Ref.   |
| -------------- | ---------------------- | --------------- | ------------------- | ------ |
| Estados Unidos | RIAA                   | Platino (Latin) | 60 000              | [ 12 ] |
| México         | AMPROFON               | 2× Diamante     | 600 000             | [ 11 ] |

## Historial de lanzamiento
| Región | Fecha                | Formato                     | Discográfica                                  | Ref.  |
| ------ | -------------------- | --------------------------- | --------------------------------------------- | ----- |
| Varios | 29 de agosto de 2019 | Descarga digital, streaming | Universal Music Group, Universal Music México | [ 3 ] |